# Ascalohybris javana
Ascalohybris javana är en insektsart som först beskrevs av Hermann Burmeister 1839.  Ascalohybris javana ingår i släktet Ascalohybris och familjen fjärilsländor. Inga underarter finns listade i Catalogue of Life.